# Kim Sori
Kim Sori (em coreano:  김소리 nascida em Seul,  5 de fevereiro de 1985), é uma cantora e atriz sul-coreana, conhecida por ser a protagonista do musical "Ballerina Who Loved A B-boy" e por fazer parte do show de variedades “Invincible Youth”.

## Biografia
Sori Kim nasceu no dia 15 de Fevereiro de 1985, na cidade de Seould, Coréia do Sul. 
Ela começou a estudar ballet e dança moderna no ensino fundamental, e se graduou na área na Universidade Sangmyung. Ainda na faculdade, Sori aprendeu a dominar o estilo breakdance, que futuramente seria responsável pelo seu destaque no famoso musical “Ballerina Who Loved A B-Boy”. Fez uma audição para ser a nova integrante do grupo Jewelry no inverno de 2006, porém não foi escolhida por não se encaixar na imagem do grupo. 
Contudo, a mesma empresa que a rejeitou para fazer parte do do grupo, a chamou de volta para ser uma artista solo. 
No dia 2 de Fevereiro de 2009, Sori fez o seu debut no kpop como single “Lip” que foi promovido junto com  a música “Ipsuri Jeongmal”, sua primeira apresentação como solista foi no dia 20 de fevereiro de 2009, no Music Bank. Na época, pessoas chegaram a confundi-la com Lee Hyori. 
A música depois foi classificada como inapropriada para menores pelo Ministério da Saúde e Bem-estar, devido as letras serem consideradas com conteúdo sexual. 
No dia 10 de  março em  2010, a cantora lançou o MV de “Saeggisonkarak ”, a música contou com a participação do ator Lee Jun Ji e que chamou atenção devido ao diretor do projeto Kwon Soon Ok, ser o irmão mais velho da popular cantora sul-coreana BoA.
Mais tarde, Sori mudou para a JS Prime Entertainment e lançou o seu primeiro single digital, intitulado “Disco Party*1982” em 13 de junho de 2009. O conceito do novo projeto foi descrito como um estilo retro dos anos 70 e 80, a canção escolhida para as promoções foi “Boy Boy”. O debut da apresentação para a faixa foi no M! Countdown no dia 23 de julho de 2009. 
Ela foi protagonista no MV de “We Will Go” do grupo de R&B ASTRO e foi elogiada por sua atuação. No dia 22 de dezembro de 2009, Sori lançou o seu segundo single digital “Tabeoryeosseoyo”. A canção contou com a participação de Dongjun do grupo ZE:A e o MV foi divulgado no dia 21 de dezembro de 2009.
Em meados de Maio de 2010, Sori foi confirmada para as três vagas abertas no show de Variedades  “Invincible Youth”. 
Seu primeiro mini-album HIP GIRL foi lançado em Junho de 2010.
Em janeiro de 2013, Sori retornou após alguns anos de inatividade com  o single "Dual Life".  
Em 2014 a cantora lançou o seu single chinês "Bittersweet". 

## Filmografia

### Programas de variedades de TV
| Ano  | Título                              |
| ---- | ----------------------------------- |
| 2010 | Invincible Youth (Elenco Principal) |
|      |                                     |